# West St. Paul, Minnesota
West St. Paul, Minnesota là một thành phố nằm ở quận Dakota thuộc tiểu bang Minnesota, Hoa Kỳ. Thành phố có diện tích 13  km², diện tích mặt nước là 0.1  km². Dân số theo ước tính năm 2000 của Cục điều tra dân số Hoa Kỳ là 19.405 người.